# Абердэр
Абердэ́р (англ. Aberdare [ˌæbərˈdɛər], валл. Aberdâr) — город в Уэльсе, Великобритания.

## География, экономика и история
Город Абердэр находится на юге Уэльса, в графстве Гламорган, в промышленном округе Ронта-Кинон-Тав. Численность населения составляет около 36 тысяч человек. Основными источниками городских доходов являются развитые металлургическая и угледобывающая промышленность, опирающаяся на лежащие в окрестности угольные шахты.
В XIX и начале XX века Абердэр стремительно развивался. Так, если в 1801 году в нём жили 1486 человек, то уже через 50 лет их число увеличилось в 10 раз.
Одной из главных достопримечательностей Абердэра является огромный концертно-развлекательный комплекс Колизеум, построенный в 1936 году на собранные шахтёрами средства. Одним из старейших зданий Абердэра является церковь Иоанна Крестителя, построенная в XV столетии. Центральный городской собор св. Элвена был заложен в 1800 году.